# 鏑木ひろ
鏑木 ひろ（かぶらぎ ひろ）は、日本の男性アニメーター、アニメーション演出家、アニメーション監督。以前は鏑木 宏（かぶらぎ ひろし）名義で活動していた。日本アニメーション出身。

## 来歴
『ハングリーハート WILD STRIKER』の第7話「サッカーをなめるな!」で演出家デビューを果たす。『全力ウサギ』は初監督作品となる。

## 参加作品

### テレビアニメ
1998年
- ちびまる子ちゃん（演出助手）
- 花さか天使テンテンくん（-1999年、演出助手）

1999年
- HUNTER×HUNTER（-2001年、演出助手）

2002年
- ハングリーハート WILD STRIKER（-2003年、絵コンテ、演出）

2003年
- PAPUWA（-2004年、絵コンテ、演出）

2004年
- ファンタジックチルドレン（-2005年、絵コンテ、演出、演出補佐、原画）

2005年
- 雪の女王（-2006年、演出）
- SPEED GRAPHER（演出）
- カード王 ミックスマスター（-2006年、絵コンテ）
- 銀盤カレイドスコープ（演出）

2006年
- N・H・Kにようこそ!（絵コンテ、演出、後期ED絵コンテ・演出）
- シュヴァリエ 〜Le Chevalier D'Eon〜（-2007年、演出）

2007年
- あゆまゆ劇場（絵コンテ、演出）
- 風のスティグマ（OP演出）
- 風の少女エミリー（演出）
- もやしもん（絵コンテ、演出）

2008年
- 全力ウサギ（シリーズディレクター、絵コンテ、演出、OP・ED絵コンテ・演出）

2009年
- 戦国BASARA（絵コンテ）
- 君に届け（監督、脚本（金春智子、池田眞美子と共同）、絵コンテ、演出）

2010年
- 戦国BASARA弐（絵コンテ）

2011年
- 君に届け 2ND SEASON（監督、脚本（0話は金春智子、長沼範裕と共同）、絵コンテ、演出）
- るろうに剣心 -明治剣客浪漫譚- 新京都編（-2012年、絵コンテ、演出）
- ギルティクラウン（絵コンテ）

2012年
- もやしもん リターンズ（絵コンテ）
- となりの怪物くん（監督、アフレコ演出、絵コンテ（小島正幸と共同）、演出）

2014年
- 鬼灯の冷徹（監督、アフレコ演出、脚本、絵コンテ、演出、ED絵コンテ・演出）

2015年
- ローリング☆ガールズ（絵コンテ）
- ルパン三世 PART IV（絵コンテ）
- トムス・エンタテイメント創立50周年・西武鉄道創立100周年コラボミニアニメ でででん（監督）

2016年
- 91Days（監督、脚本（岸本卓と共同）、絵コンテ、演出）

2018年
- 伊藤潤二『コレクション』（絵コンテ（原英和と共同）））
- 恋は雨上がりのように（絵コンテ、演出）
- はねバド!（絵コンテ）

2020年
- GREAT PRETENDER（監督、絵コンテ、演出）

### Webアニメ
2024年
- GREAT PRETENDER razbliuto（監督、シリーズ構成（岸本卓と共同））